# レウキッポス
レウキッポス（希: Λεύκιππος, Leukippos、羅: Leucippus、生没年不詳）は、紀元前440年 - 430年頃に活動した古代ギリシアの自然哲学者。

## 生涯
ミレトスに生まれ、デモクリトスの師として原子論を創始した。紀元前450年頃にエレアに赴いてパルメニデスに学び、ゼノンの講義を聴いたらしい。彼の生涯は明らかではなく、その著作もデモクリトスのものと混合しているため、エピクロスは彼の実在を否定したが、アエティオスは原文を引いて学説を紹介している。原子論の基礎は彼によって作られ、デモクリトスのものとされている『大宇宙体系 Megas diakosmos』と『知性について Peri nou』はレウキッポスの著作らしい。

## 学説の概要
1. 事物の総体は限りがなく、互いに他へ変化する。
2. すべては空なるもの（ケノン kenon）と充実したもの（プレーレス plēres = アトム）から成り立つ。
3. 世界はアトムが空なるものにおちこんで、他のアトムと絡まり合うことによって生じる。そしてまた世界は、空なるものとアトムへと分解する。
4. アトムは一箇所に集まると渦を生じ、その渦の中で形の似たもの同士が結びつき、物体を生ずる。

このように、「原子（アトム）」と「空虚（ケノン）」を自然の根源として想定したのはレウキッポスが初めてであるという。ドイツの哲学者ヘーゲルは、レウキッポスの大きな功績は「物体の一般的性質と感覚的性質を区別したこと」と考えている。